# Hechos de Kaldor
Los conocidos como Hechos de Kaldor (del inglés: Kaldor's facts) son seis declaraciones sobre el crecimiento económico propuestas por el economista húngaro-británico  Nicholas Kaldor (1908-1986) en un artículo de 1957 A model of economic growth. Él mismo los describió como «una visión estilizada de los hechos».

## Hechos estilizados del crecimiento económico
Nicholas Kaldor resume las propiedades estadísticas de largo plazo del crecimiento económico en su influyente artículo. Señaló las siguientes seis constancias históricas reveladas por las recientes investigaciones empíricas:
- las porciones del ingreso nacional recibida por el trabajo y el capital son más o menos constante durante largos períodos de tiempo;
- la tasa de crecimiento del stock de capital es más o menos constante durante largos períodos de tiempo;
- la tasa de crecimiento de la producción por trabajador es más o menos constante durante largos períodos de tiempo;
- la relación capital / producto es más o menos constante durante largos períodos de tiempo;
- la tasa de retorno de la inversión es más o menos constante durante largos períodos de tiempo;
- el salario real crece con el tiempo.